# Peter-Arthur Straubinger

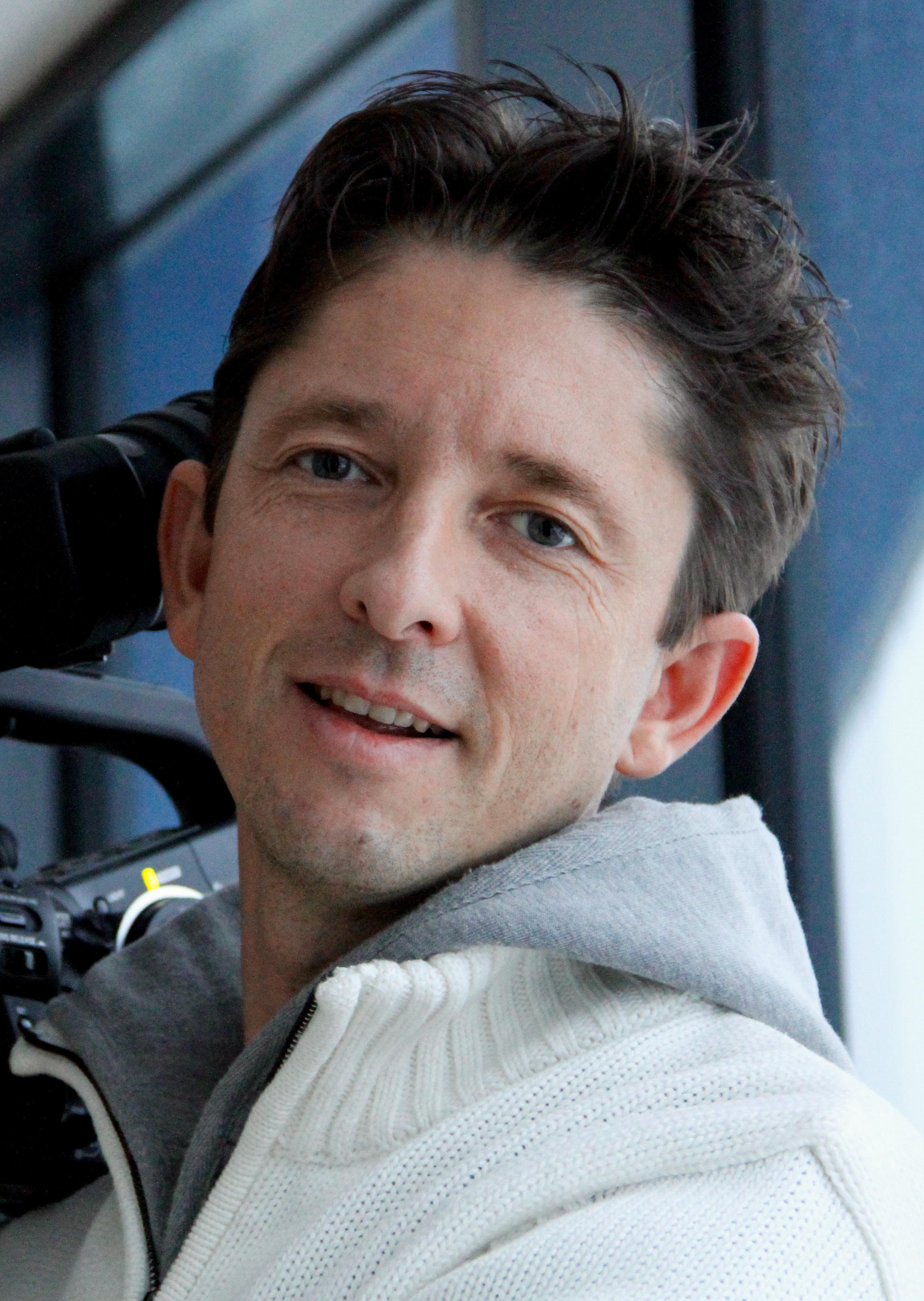
Peter-Arthur Straubinger (2010)

Peter-Arthur Straubinger (* 7. Juli 1970 in Bad Aussee), auch bekannt unter der Kurzform P. A. Straubinger, ist ein österreichischer Filmkritiker, Filmemacher, Autor, Journalist, Moderator und Keynote Speaker.

## Leben
Nach der Matura 1988 am Europagymnasium Auhof in Linz verbrachte Straubinger ein Auslandsjahr in der Dominikanischen Republik, wo er beim spanischsprachigen Radiosender „95,7 La Nota Diferente“ moderierte.
Ab 1989 studierte er an der Filmakademie Wien (Universität für Musik und darstellende Kunst Wien, Institut für Film und Fernsehen) gemeinsam mit Kollegen wie Jessica Hausner, Barbara Albert und Martin Gschlacht und machte 1996 seinen Abschluss mit Auszeichnung. Für seine Diplomarbeit „Multimediale Netze“ wurde er 1996 mit dem Würdigungspreis des österreichischen Bundesministeriums für Wissenschaft und Verkehr ausgezeichnet.
Nach einem kurzen Engagement beim Privatsender Radio CD International im Jahr 1992 wechselte er im Februar 1993 zu Hitradio Ö3, wo er seither mit seiner Kino-Rubrik „Movie-Minute“ als Filmkritiker tätig ist.
Für Hitradio Ö3 hat Straubinger auch die wöchentliche Sendung „Treffpunkt Ö3 – Kino“ moderiert und zahlreiche andere Filmrubriken gestaltet. Auch für das ORF-Fernsehen hat er als Gestalter und Moderator gearbeitet und gemeinsam mit Rudolf John „Backstage – MovieTime“ präsentiert.
2010 wurde sein erster abendfüllender Kinofilm veröffentlicht, die Dokumentation „Am Anfang war das Licht“, die sich zur erfolgreichsten Kinodokumentation des Jahres 2010 in den österreichischen Kinos entwickelte und zu heftigen Diskussionen führte. „Am Anfang war das Licht“ wurde einerseits mit dem Austrian Ticket und der höchsten Auszeichnung der „Gemeinsamen Filmprädikatisierungskommission österreichischer Bundesländer“ (GFPK), dem Prädikat „Besonders Wertvoll“ ausgezeichnet, aber auch mit dem Goldenen Brett vorm Kopf, dem Negativpreis der Gesellschaft zur wissenschaftlichen Untersuchung von Parawissenschaften.
Zu den Diskussionen rund um seinen Film sagt Straubinger, dass er diese auslösen wollte, um ein „veraltetes mechanistisches Weltbild zu hinterfragen“. Straubinger sieht sich von vielen seiner Kritiker missverstanden und warnt vor Selbstversuchen mit dem sogenannten „Lichtnahrungsprozess“. Im April 2012 hatte der Tages-Anzeiger über den Fall einer Schweizerin berichtet, die nach dem Betrachten des Films beschlossen habe, sich von Licht zu ernähren, und verhungerte. In der Folge veröffentlichte der Tages-Anzeiger eine Stellungnahme von Peter-Arthur Straubinger, in der dieser auf zahlreiche Warnungen vor Selbstversuchen im Film verweist, auf irreführende Textpassagen im Tages-Anzeiger-Artikel und auf eine Stellungnahme des zuständigen Staatsanwaltes, der ausdrücklich festhält, dass „keine Dritten für den Tod der Frau verantwortlich gemacht werden können“ und gar nicht untersucht wurde, ob die Frau „Am Anfang war das Licht“ tatsächlich gesehen hatte.
Zur Möglichkeit von Lichtnahrung meint Straubinger, dass er an ein „authentisches Phänomen nicht-kalorischer“ Ernährung glaube, das bis zu einem gewissen Grad bei jedem Menschen vorhanden sei. Er sieht sich in wissenschaftlichen Studien bestätigt, die unerklärliche Fehlbeträge in der menschlichen Energiebilanz nachgewiesen haben sollen. Wie lange und bis zu welchem Grad „nicht-kalorische“ Ernährung möglich sei, will Straubinger aber nicht beurteilen und sieht seinen Film auch als Aufforderung an die Wissenschaft, mehr Studien zu diesem Thema zu machen.
„Am Anfang war das Licht“ wurde auch international verkauft und entwickelte sich zum international erfolgreichsten österreichischen Kinofilm 2010, der in zahlreichen Medien weltweit besprochen wurde.
2019 veröffentlichte Peter-Arthur Straubinger zusammen mit der Ernährungswissenschaftlerin Margit Fensl und Nathalie Karré den Intervallfastenratgeber „Der Jungbrunnen-Effekt: Wie 16 Stunden Fasten Ihr Leben verändert“. Laut der in der Zeitschrift TV-Media veröffentlichten Jahresbestsellerliste 2019 entwickelte sich der Ratgeber in Österreich zum meistverkauften Sachbuch des Jahres 2019. Für „Der Jungbrunnen-Effekt“ wurde Straubinger vom Hauptverband des Österreichischen Buchhandels außerdem mit dem Goldenen Buch und dem Platinbuch ausgezeichnet. Mit seinen Coautorinnen veröffentlichte er noch weitere Ratgeberbücher rund um die Themen Intervallfasten, Anti-Aging und gesunde Ernährung.
Neben seiner journalistischen und filmemacherischen Tätigkeit arbeitet Straubinger auch als Vortragender und Keynote Speaker.

## Publikationen
- Der Jungbrunnen-Effekt: Mein Praxisbuch, von Peter-Arthur Straubinger, Margit Fensl, Nathalie Karré, Kneipp Verlag, Wien 2019, ISBN 978-3-7088-0775-1
- Die Jungbrunnen-Küche: Wie Sie mit den Geheimnissen der Natur lange und glücklich leben von Margit Fensl, Peter-Arthur Straubinger, Nathalie Karré, Kneipp Verlag 2020, ISBN 978-3-7088-0793-5

## Auszeichnungen
- 1996: Würdigungspreis des Bundesministers für Wissenschaft und Verkehr[12]
- 2010: Prädikat „Besonders Wertvoll“ der österreichischen Filmbewertungskommission[13]
- 2010: Negativpreis Goldenes Brett vorm Kopf[14]
- 2010: Austrian Ticket der Wirtschaftskammer[15]
- 2019: Gesund & Fit Award[16]
- 2019: Goldenes Buch, Platin Buch[17]